# Johann Heinrich Blasius
Johann Heinrich Blasius (Eckerbach, 7 de Outubro de 1809 — Braunschweig, 26 de Maio de 1870) foi um ornitólogo alemão. 

## Biografia
Em 1836, foi nomeado professor do Collegium Carolinum em Braunschweig. Em 1840, ele fundou o Botanischer Garten der Technischen Universität Braunschweig. Em 1859 foi nomeado diretor do recém-fundado Museu Naturhistorisches (Braunschweig) e em 1866 também do Museu Herzog Anton Ulrich.

## Escritos
Ele foi o autor de dois livros importantes sobre vertebrados: "Fauna der Wirbelthiere Deutschlands" (1857) e "Die wirbelthiere Europa's" (Vertebrados da Europa, com Alexander Keyserling, 1840). Ele também escreveu "Reise im Europäischen Russland in den Jahren 1840 und 1851" (Viagem à Rússia Europeia nos anos 1840 e 1851). Em 1862, o ornitólogo Alfred Newton (1829–1907) publicou "Uma lista das aves da Europa", uma tradução baseada na pesquisa de Blasius.
Blasius foi também um crítico contemporâneo precoce da Origem das Espécies de Darwin:
Também raramente li um livro científico que tire conclusões tão abrangentes com tão poucos fatos apoiando-as. … Darwin quer mostrar que os tipos vêm de outros tipos [German Arten ]. Eu considero isso como uma hipótese arrogante, porque ele argumenta usando possibilidades não comprovadas, sem nem mesmo citar um único exemplo da origem de uma espécie particular. …
Os zoólogos que se dedicam à pesquisa empírica geralmente consideram válido apenas o que pode ser observado em um experimento ou na natureza de vida livre. E o que se observa aí é que a descendência de uma planta ou animal inevitavelmente se assemelha aos pais, ou seja, pertencem à mesma espécie. A imobilidade das fronteiras dos tipos é, para a maioria de nós, uma lei da natureza.